# Kit Guard
Kit Guard (døbt Christen Klitgaard; født 5. maj 1894, død 18. juli 1961) var en dansk-amerikansk skuespiller, der medvirkede i over 400 produktioner i Hollywood 1920-1958.

## Udvandring og ungdom
Klitgaard udvandrede som dreng med sine forældre, fire brødre og en søster via Aalborg til Manitoba i Canada. 1902 kommer familien til San Francisco, hvor Klitgaard omkring 1913 finder arbejde på Alcazar Theatre som skuespiller og assistent for regissøren. Han bliver statsborger i USA, og under 1. verdenskrig gør han tjeneste i den amerikanske hær. Da han bliver indkaldt til militæret i 1917, bor han i New York, hvor han arbejder som grovsmed.

## Filmkarriere
Stumfilmene i 1920'erne er Kit Guards glansperiode. Han danner par med komikeren Albert "Al" Cooke i en række populære komedier, men da talefilmen vinder frem, bliver det sværere at få fremtrædende roller, og Guard må se sig reduceret til bi- og statistroller, ofte i B-westerns og gangsterfilm. Han medvirker blandt andet i film med James Cagney, John Wayne, Abott og Costello, Tom Mix og Gøg og Gokke. Han medvirker også i et afsnit af den meget populære tv-serie Gunsmoke. Guard spiller ofte bargæst, gangster, bokser og andre barske eksistenser.

## Filmografi – i udvalg
- The Mighty Barnum (1934)
- Dick Tracy (1937)
- Nancy Drew ... Reporter (1939)
- The Oklahoma Kid (1939) – med James Cagney
- The Flying Deuces (1939) – med Gøg og Gokke
- The Invisible Man Returns (1940)
- Nutty But Nice (1940) – med Three Stooges
- Sergeant York (1941)
- The Pittsburgh Kid (1941) – med John Wayne
- Jesse James at Bay (1941)
- The Lodger (1944)
- Days of Buffalo Bill (1946)
- Dick Tracy vs. Cueball (1946)
- Atom Man vs. Superman (1950)
- Abbott and Costello Meet the Invisible Man (1951)
- Houdini (1953)
- Riding with Buffalo Bill (1954)
- The Girl in the Red Velvet Swing (1955)
- Somebody Up There Likes Me (1956)
- Around the World in Eighty Days (1956)
- Fear Strikes Out (1957)

Se alle Kit Guards roller på Internet Movie Database. I 1930'erne, 40'erne og 50'erne var hans roller så små, at hans navn ofte blev udeladt fra filmenes rulletekster. Derfor kan der blive tilføjet flere titler til listen.

## Privatliv
De fleste af Kit Guards roller var små og hans privatøkonomi tilsvarende beskeden. Også forholdet til hans første hustru voldte problemer. I 1928 blev han arresteret, da han brød sig ind til sin kone, Nell Griffith Guard, der på det tidspunkt havde begæret skilsmisse. Angiveligt var han påvirket af alkohol. Under skilsmissesagen i 1929 beskrives han som voldelig, og samme år måtte han en tur på hospitalet efter et slagsmål på en bar. I 1940'erne giftede Guard sig med en kvinde ved navn Hazel, muligvis datter af den kvinde, han boede til leje hos. Måske var han gift tre gange, for ved en folketælling i 1940 opgav han sin civilstatus som enkemand.

## Død
Kit Guard dør af kræft i 1961, 67 år gammel, på Motion Picture Home and Hospital i Woodland Hills, Los Angeles. Han beskrives som fraskilt og efterlader sig så vidt vides ingen børn. Variety, Los Angeles Times og New York Times bringer nekrologer over Guard, og hans død omtales også i danske medier. Han begraves i Valhalla Memorial Park i North Hollywood. Gravstenen oplyser intet om hans karriere som skuespiller, heller ikke hans kunstnernavn. Til gengæld nævnes hans militærtjeneste.

## Andet
Ifølge Internet Movie Database lignede Guard af udseende Hoot Gibson, som var en meget populær stjerne i 1920'ernes cowboyfilm. Gibson døde året efter Kit Guard, på den samme institution for forhenværende filmarbejdere som Guard døde på. Begge døde af kræft.
I 1938 medvirkede Kit Guard i filmen Prison Train med en anden dansk-amerikaner, skuespilleren Ivan Christy, som i en scene sang den danske operettemelodi "Det var på Frederiksberg" – med amerikansk accent.
Kit Guards bedstefar var søkaptajn Christen Julius Klitgaard, som i 1868 hjembragte kæberne fra en hval, som han stillede op udenfor sit hus i Hals. Hvalgabet er sidenhen blev byens vartegn.